# Kooperativ hyresrätt
Kooperativ hyresrätt är i Sverige en lagreglerad boendeform, vars egenskaper kan sägas ligga emellan bostadsrätt och hyresrätt. Idén är från början av 1900-talet och bars  upp av Stockholms Kooperativa Bostadsförening (SKB), i dag en betydande aktör med ca 7000 lägenheter, som bildades 1916 och som existerat i kraft av dispenser från den vanliga bostadslagstiftningen. Boendeformen fick stöd i en försökslagstiftning enligt Lag (1986:1242) om försöksverksamhet med kooperativ hyresrätt.
SKB:s kooperativa hyresrätter skiljer sig från bostadsrätter i huvudsak genom att den insats som betalas fås tillbaka vid en avflyttning. Ingen marknadsprissättning tillåts. Försökslagstiftningen gav en laglig ram åt SKB:s sätt att fungera, som kom att kallas ägarmodellen av kooperativ hyresrätt, samtidigt som den införde en ny variant av kooperativ hyresrätt, arrendemodellen. Arrendemodellen infördes främst genom ett antal boföreningar inom några allmännyttiga bostadsföretag.
Försökslagstiftningen permanentades och utvidgades något 2002. Arrendemodellen döptes om till hyresmodellen, och blev den variant av kooperativa hyresrättsföreningar som nybildats mest under 2000-talet. Hyresmodellen innebär att den kooperativa hyresrättsföreningen hyr huset av en hyresvärd och tar på sig en del av förvaltningen. Denna del är föremål för förhandlingar om storlek och villkor. Villkoren regleras i ett blockhyresavtal och ett förvaltningsavtal, som reglerar relationen mellan hyresvärden och föreningen. Föreningen fördelar hyran mellan lägenheterna på det sätt man önskar, och kan konstruera sina stadgar med stor frihet, till exempel föreskriva vissa gemensamma arbeten i föreningen. Föreningen kan även ha medlemmar som inte bor i huset, som står i kö för att flytta in.  Det finns också en juridisk möjlighet att ombilda till kooperativ hyresrätt i ett befintligt hyreshus. Detta kräver, liksom vid ombildning till bostadsrätt, stöd från 2/3 majoritet av de boende.
Ett antal nybyggen med kooperativ hyresrätt enligt hyresmodellen har genomförts sedan lagen permanentades, de flesta med ett kommunägt bostadsbolag som hyresvärd, till exempel AB Familjebostäder i Stockholm eller Mimer i Västerås. Totalt finns ett 60-tal kooperativa hyresgästföreningar i landet 2022.